# لهاکپا تسامچوئه
لهاکپا تسامچوئه (انگلیسی: Lhakpa Tsamchoe؛ زادهٔ ۱۹۷۲) هنرپیشه، مدل تبتی‌تبار اهل هند است.
از فیلم‌ها یا برنامه‌های تلویزیونی که وی در آن نقش داشته‌است می‌توان به هیمالیا، هفت سال در تبت اشاره کرد.